# موتور عباس چترپیما چاه حسن
موتور عباس چترپیما چاه حسن یک منطقهٔ مسکونی در ایران است که در دهستان جازموریان واقع شده‌است. موتور عباس چترپیما چاه حسن ۱۳۳ نفر جمعیت دارد.